# Samanyolu TV
Samanyolu TV, abgekürzt mit STV, war ein türkischer Fernsehsender mit Sitz in Istanbul, der am 13. Januar 1993 auf Initiative von Fethullah Gülen gegründet wurde, und zur türkischen Aktiengesellschaft Samanyolu Yayın Grubu gehört. Im Oktober 2015 wurde der Sendebetrieb vorübergehend untersagt (bei Türksat und bei Kabelbetreibern), 2016 wurde er im Rahmen des Putschversuchs in der Türkei 2016 endgültig eingestellt.
Etwa 90 % der Sendungen waren selbst produziert (Serien und TV-Filme, Magazine und News, Musik und Entertainment, Dokumentationen, Comedy & Kinderprogramme). Der Sender hatte in der Prime Time zwischen April 2004 und April 2005 den Angaben von AGB Nielsen Media Research zufolge bei den Einschaltquoten eine Steigerung von 26,7 % verzeichnen können. Eine weitere Steigerung von 24,5 % wurde zwischen August 2005 und August 2006 verzeichnet. Diese prozentualen Steigerungen sind in der türkischen TV-Geschichte bisher einmalig. Die ermittelten Einschaltquoten gelten jedoch als manipulierbar. Im Jahr 2010 hatte Samanyolu TV laut verschiedenen Angaben einen Zuschaueranteil von 5,8 % (IP Network/TV KeyFacts 2010) bzw. 4,4 % (AGB Nielsen, Television Audience Measurement Report, Istanbul, 2010). STV kooperiert mit dem ZDF und der Nachrichtenagentur Cihan.
STV AVRUPA (dt. STV EUROPA) sendet seit November 2001 aus seinen Fernsehstudios in Deutschland. Der Fernsehsender verfügt in Offenbach am Main über zwei Studios im Gebäude der World Media Group AG. In den Studios des Senders finden über 400 Gäste Platz. Die Studiofläche wird in diesem Jahr auf 1.200 m² erweitert. Unterhaltungsprogramme, Magazine und Serien von Samanyolu TV werden auch bei Mehtap TV, Samanyolu Haber, Yumurcak TV, Hazar TV, Ebru TV in den USA, Ebru TV Africa und bis zur Einstellung des Sendebetriebs bei QLAR in Deutschland (zuvor Ebru TV Europe) ausgestrahlt.
Im November 2009 wurde angekündigt, dass STV AVRUPA aufgrund des stetig wachsenden Erfolges in den letzten Jahren von nun an auf eine neue Verbreitungsstrategie in den deutschen Kabelnetzen setze. Das Vollprogramm, das sich an die türkische Bevölkerung in Deutschland und Europa richte, verlasse die Free-TV-Digitalpakete und wechsele auf Pay-TV-Plattformen.